# Nichiji
Nichiji (jap. 日持; * 1250; † ca. 1304), auch bekannt als Kaikō, wurde in der Provinz Suruga geboren und war einer der sechs älteren Schüler Nichirens und später auch ein Schüler Nikkōs. Er ist der Einzige der engsten Schüler Nichirens, dem keine Gründung einer bestimmten Linie innerhalb des Nichiren-Buddhismus zugeordnet werden kann.
Nach dem Tode Nichirens begründete er in Shizuoka den Tempel Eishō-ji, heute bekannt als Ren'ei-ji Tempel. Kurz nachdem sich sein Verhältnis zu Nikkō verschlechtert hatte, begab er sich auf eine Reise nach Hokkaidō. Weitere Reisen führten ihn nach Sibirien und China. Lange war nicht gesichert, ob diese überseeischen Aktivitäten Nichijis ins Reich der Legende gehören. Im Jahre 1936 wurden jedoch in der chinesischen Provinz Hebei ein  Gohonzon und einige andere Überreste gefunden, die im Jahre 1989 an der Universität von Tokio als, mit hoher Wahrscheinlichkeit, authentisch eingestuft wurden. Inschriften auf den Artefakten deuten darauf hin, dass er im Jahre 1298 in China ankam und auch einen Tempel, den Lìhuà, gründete.
Aufgrund seiner überseeischen Aktivitäten gilt Nichiji in der Nichiren-shū, für deren Arbeit außerhalb Japans, als eine Art Schutzpatron.